# Lawrence W. Sherman
Lawrence W. Sherman, född 25 oktober 1949 i Schenectady, New York, är en amerikansk kriminolog. Sherman tog doktorsexamen i sociologi 1976 vid Yale University i New Haven, Connecticut och har därefter haft en lång karriär vid olika lärosäten. År 2006 utsågs han till Wolfson Professor of Criminologi vid Cambridge Institute of Criminology på Cambridge University. År 2008 blev utsedd till chef för det nygrundade centret Jerry Lee Center for Experimental Criminology.
Shermans forskning har sitt primära fokus inom områdena brottsprevention, evidence based policy, reparativ rättvisa, polisens praktik (problemorienterade polisarbete) och experimentell kriminologi.

## Utmärkelser och förtroenden
Sedan 1994 är Sherman Fellow vid American Society of Criminology, och har fått flera utmärkelser för sina bidrag till den kriminologiska forskningen. År 1999 fick han Edwin Sutherland Award som delas ut av American Society of Criminology. År 2001 valdes han till ordförande för samma organisation. Mellan åren 2000 och 2005 var Sherman ordförande för International Society for Criminology och var ordförande för American Academy of Political and Social Science från 2001 till 2005 (han valdes 2008 till Fellow vid samma organisation).

## Publikationer i urval
- Lawrence Sherman and Heather Strang (2007). Restorative Justice: The Evidence. London: Smith Institute.
- Lawrence W. Sherman, David P. Farrington, Brandon Welsh och Doris MacKenzie (2002). Evidence-Based Crime Prevention. London: Routledge.
- Lawrence W. Sherman (2000). "Gun Carrying and Homicide Prevention", i Journal of the American Medical Association 283: sid. 1193-1195.
- Lawrence W. Sherman, et al. (1997). Preventing Crime: What Works, What Doesn't, What's Promising. Rapport till den amerikanska kongressen. Washington, D.C.: U.S. Dept. of Justice
- Lawrence W. Sherman (1992). Policing Domestic Violence: Experiments and Dilemmas. N.Y.: Free Press. [Vinnare av 1993-1994 "Distinguished Scholarship Award", American Sociological Association, Section on Crime, Law and Deviance].
- Lawrence W. Sherman och Douglas A. Smith (1992). "Crime, Punishment and Stake in Conformity: Legal and Informal Control of Domestic Violence", i American Sociological Review, 57(5): sid. 680-690.
- Lawrence W. Sherman och Richard A. Berk (1984). "The Specific Deterrent Effects of Arrest for Domestic Assault", i American Sociological Review, 49(2): sid. 261-272.
- Lawrence W. Sherman, Patrick R. Gartin och Michael E. Buerger (1989). "Hot Spots of Predatory Crime: Routine Activities and the Criminology of Place", i Criminology 27: sid. 27-55.
- Lawrence W. Sherman (1980). "Execution Without Trial: Police Homicide and the Constitution", i Vanderbilt Law Review 33(1): sid. 71-100. [Refererad till av USA:s högsta domstol i rättsfallet Tennessee mot Garner, 1985].
- Lawrence W. Sherman (1978). Scandal and Reform: Controlling Police Corruption. Berkeley: University of California Press.